# Obozrevatel
«Obozrevatel» es una publicación de Internet ucraniana de orientación sociopolítica, creada en 2001. Pertenece al político y empresario ucraniano Mykhailo Brodskyy. En la publicación, ocupa el cargo de presidente del consejo editorial «Obozrevatel».

## Historia
En 2007, Media Holding se convirtió en propietario del portal de Internet «Portal de Ucrania», sobre la base del cual se obtuvo el recurso en sí. En el mismo año, «Obozrevatel» se convirtió en propietario del conocido recurso ucraniano «Mobilniks.ua».
Desde el 1 de junio de 2010, el holding OBOZ.ua, que pertenece a «Obozrevatel», unió todos los recursos disponibles en un sitio principal, que colocó todas las áreas que anteriormente trabajaban por separado en un proyecto holístico con categorías. En el futuro, el recurso también lanzó la red de información MyObozrevatel, que aloja gratuitamente el material de los periodistas independientes, después de la confirmación por parte de la administración del proyecto.
En 2011, OBOZ.ua ha adquirido un servicio para la creación de tiendas online.
Según la Asociación Ucraniana de Internet, «Obozrevatel» se encuentra regularmente entre los 25 sitios ucranianos más populares en el ranking de participación diaria promedio y en el ranking de los 20 primeros en cobertura.